# فهرست پرجمعیت‌ترین شهرها بر پایه جمعیت ایرانی‌تبار

نقشه پراکندگی زبان‌های ایرانی

مردمان ایرانی‌تبار یا مردمان ایرانی، قومیتی از تبار اقوام ایرانی‌زبان باستان هستند که به یکی از زبانهای ایرانی گویش می‌کنند. این گروه قومی در سراسر فلات ایران، از هندوکش تا آناتولی مرکزی و از آسیای میانه تا دریای پارس، منطقه‌ای که ایران بزرگ یا ایران‌زمین نامیده می‌شود، پراکنده شده‌اند.
مردمان ایرانی‌تبار شامل: فارسی‌زبانان، آذری‌ها، مازندرانی‌ها، تات‌ها، تالش‌ها، گیلک‌ها، کردها، بلوچ‌ها، پشتون‌ها، لرها، لک‌ها، تاجیک‌ها، آسی‌ها و غیره هستند. آذری‌ها با وجود سخن گفتن به زبان ترکی آذربایجانی از نظر ژنتیکی از اقوام ایرانی‌نژاد به‌شمار می‌روند. تا پیش از حملهٔ مغول به ایران، مردم آذربایجان به زبانی ایرانی که آن را زبان آذری می‌نامید، سخن می‌گفته‌اند. هنوز هم می‌توان باقی‌مانده این زبان را در همه جای آذربایجان ایران و جمهوری آذربایجان یافت. زبان ترکی در سده‌های پس از پاگیری اسلام در ایران، بر اثر مهاجرت تدریجی و متمادی ایل‌های ترک، به‌ویژه در آسیای صغیر جایگزین زبان‌های هند و اروپایی رایج در این منطقه شده‌است.
در این مقاله شهرهایی که دارای جمعیت بومی قابل توجه ایرانی‌تبار هستند فهرست شده‌اند.

## بر پایه جمعیت
| رتبه | شهر      | کشور          | جمعیت      | زبان بیشینه                    | تصویر |
| ---- | -------- | ------------- | ---------- | ------------------------------ | ----- |
| ۱    | تهران    | ایران         | ۱۱٫۶۳۸٫۲۴۶ | فارسی                          |       |
| ۲    | کابل     | افغانستان     | ۴٬۶۳۵٬۰۰۰  | فارسی                          |       |
| ۳    | مشهد     | ایران         | ۳٬۰۰۱٬۱۸۴  | فارسی                          |       |
| ۴    | باکو     | آذربایجان     | ۲٬۳۷۴٬۰۰۰  | ترکی آذربایجانی                |       |
| ۵    | پیشاور   | پاکستان       | ۱٬۹۷۰٬۰۴۲  | پشتو                           |       |
| ۶    | اصفهان   | ایران         | ۱٬۹۶۱٬۲۶۰  | فارسی                          |       |
| ۷    | کرج      | ایران         | ۱٫۹۹۰٫۳۳۹  | فارسی                          |       |
| ۸    | دیاربکر  | کردستان ترکیه | ۱٬۷۳۹٬۳۰۸  | کردی                           |       |
| ۹    | تبریز    | ایران         | ۱٬۶۴۳٬۹۶۰  | ترکی آذربایجانی                |       |
| ۱۰   | حسکه     | کردستان سوریه | ۱٬۳۷۷٬۰۰۰  | کردی                           |       |
| ۱۱   | قم       | ایران         | ۱٬۲۰۱٬۱۵۸  | فارسی                          |       |
| ۱۲   | اهواز    | ایران         | ۱٬۱۸۴٬۷۸۸  | فارسی و عربی                   |       |
| ۱۳   | شیراز    | ایران         | ۱٬۰۰۱٬۲۰۵  | فارسی                          |       |
| ۱۴   | کرمانشاه | ایران         | ۹۴۶٬۶۵۱    | کردی ، فارسی و دیگر گویشوران   |       |
| ۱۵   | کویته    | پاکستان       | ۹۳۰٬۲۶۶    | فارسی، پشتو، بلوچی             |       |
| ۱۶   | اربیل    | اقلیم کردستان | ۸۵۲٬۵۰۰    | کردی                           |       |
| ۱۷   | دوشنبه   | تاجیکستان     | ۷۷۸٬۵۰۰    | فارسی                          |       |
| ۱۸   | ارومیه   | ایران         | ۷۳۶٬۲۲۴    | ترکی آذربایجانی و کردی کرمانجی |       |
| ۱۹   | رشت      | ایران         | ۶۷۹٬۹۹۵    | گیلکی                          |       |
| ۲۰   | سلیمانیه | اقلیم کردستان | ۶۵۶٬۱۰۰    | کردی                           |       |
| ۲۱   | زاهدان   | ایران         | ۵۸۷٬۷۳۰    | فارسی و بلوچی                  |       |
| ۲۲   | همدان    | ایران         | ۵۵۴٬۴۰۶    | فارسی                          |       |
| ۲۳   | کرمان    | ایران         | ۵۳۷٬۷۱۸    | فارسی                          |       |
| ۲۴   | یزد      | ایران         | ۵۲۹٬۶۷۳    | فارسی                          |       |
| ۲۵   | اردبیل   | ایران         | ۵۲۹٬۳۷۴    | ترکی آذربایجانی                |       |
| ۲۶   | بندرعباس | ایران         | ۵۲۶٬۶۴۸    | فارسی                          |       |
| ۲۷   | اراک     | ایران         | ۵۲۰٬۹۴۴    | فارسی                          |       |
| ۲۸   | ساری     | ایران         | ۵۰۴٬۲۹۸    | مازنی                          |       |
| ۲۹   | سنندج    | ایران         | ۵۰۳٬۵۸۵    | کردی                           |       |

## بر پایه کشور
| شهر        | کشور          | جمعیت     | زبان بیشینه     | تصویر |
| ---------- | ------------- | --------- | --------------- | ----- |
| تهران      | ایران         | ۸٬۶۹۳٬۷۰۶ | فارسی           |       |
| کابل       | افغانستان     | ۴٬۶۳۵٬۰۰۰ | فارسی           |       |
| باکو       | آذربایجان     | ۲٬۳۷۴٬۰۰۰ | ترکی آذربایجانی |       |
| پیشاور     | پاکستان       | ۱٬۹۷۰٬۰۴۲ | پشتو            |       |
| دیاربکر    | کردستان ترکیه | ۹۳۰٬۲۶۶   | کردی            |       |
| اربیل      | اقلیم کردستان | ۸۵۲٬۵۰۰   | کردی            |       |
| دوشنبه     | تاجیکستان     | ۷۷۸٬۵۰۰   | فارسی           |       |
| سمرقند     | ازبکستان      | ۵۰۴٬۴۲۳   | فارسی           |       |
| ولادی‌قفقاز | روسیه         | ۳۱۱٬۶۹۳   | آسی             |       |
| قامشلی     | کردستان سوریه | ۱۸۴٬۲۳۱   | کردی            |       |
| تسخینوالی  | گرجستان       | ۳۰٬۰۰۰    | آسی             |       |
| تاشکورگان  | چین           | ۸٬۹۱۹     | پامیری          |       |

## بر پایه زبان بیشینه
| شهر        | کشور          | جمعیت     | زبان بیشینه                 | تصویر |
| ---------- | ------------- | --------- | --------------------------- | ----- |
| تهران      | ایران         | ۸٬۶۹۳٬۷۰۶ | فارسی                       |       |
| باکو       | آذربایجان     | ۲٬۳۷۴٬۰۰۰ | ترکی آذربایجانی             |       |
| پیشاور     | پاکستان       | ۱٬۹۷۰٬۰۴۲ | پشتو                        |       |
| دیاربکر    | کردستان ترکیه | ۱٬۵۸۱٬۲۰۵ | کردی                        |       |
| کویته      | پاکستان       | ۱٬۱۰۳٬۸۲۰ | پشتو و بلوچی                |       |
| کرمانشاه   | ایران         | ۹۴۶٬۶۵۱   | کردی، فارسی و دیگر گویشوران |       |
| رشت        | ایران         | ۶۷۹٬۹۹۵   | گیلکی                       |       |
| خرم‌آباد    | ایران         | ۳۷۳٬۴۱۶   | لری و لکی                   |       |
| ولادی‌قفقاز | روسیه         | ۳۱۱٬۶۹۳   | آسی                         |       |
| ساری       | ایران         | ۳۰۹٬۸۲۰   | مازنی                       |       |
| سیورک      | ترکیه         | ۱۲۰٬۵۵۶   | کردی                        |       |
| تاکستان    | ایران         | ۸۰٬۲۹۹    | تاتی                        |       |
| لار        | ایران         | ۶۲٬۰۴۵    | لارستانی                    |       |
| هشتپر      | ایران         | ۵۴٬۱۷۸    | تالشی                       |       |
| خاروغ      | تاجیکستان     | ۲۸٬۹۰۰    | پامیری                      |       |